# Kolonie Suworowka
Die Kolonie Suworowka, war eine russlandmennonitische Ansiedlung in der heutigen Region Stawropol in Russland.
Im Jahr 1884 wurde Nikolaifeld als erster Ort der Kolonie gegründet. Der Ort lag im damaligen Wolost Kanglynskaja, Kreis Alexexandrowsk,
Provinz Stawropol südlich der Kolonie Kalantarowka. 1899 wurde Großfürstentahl gegründet. Mutterkolonien waren Sagradowka, Kuban und Molotschna. Es gab keine Brunnen und nur wenig Niederschlag, was das Leben der Kolonisten erschwerte. 1926 lebten hier 1000 Menschen. Während des Zweiten Weltkriegs wurden die Bewohner, da deutschstämmig, deportiert. Nach manchen Quellen gehörten auch die Orte Blumenhof und Blumenfeld zur Kolonie, die heute nicht mehr existieren.
| ursprünglicher Name | heutiger Name                                 | ukrainisch          | Gründung  |
| ------------------- | --------------------------------------------- | ------------------- | --------- |
| Niokolaifeld 1894   | Nykolaewskaja Step                            | Николаевская Степь  | 1894      |
| Großfürstenthal     | bei der Bahnstation Suworowskaja in Uljanowka | Суворовская         | 1899      |
| Lawarow             | nicht mehr existent                           | nicht mehr existent | nach 1899 |
| Ariwal              | Uljanowka                                     | Ульяновка           | 1899      |